# Antsirabe II
Antsirabe II är ett distrikt i Madagaskar.   Det ligger i regionen Vakinankaratraregionen, i den centrala delen av landet, 110 km söder om huvudstaden Antananarivo.